# 통통한 혁명
《통통한 혁명》은 2012년 8월 2일에 대한민국에서 개봉된 영화이다.

## 줄거리
S라인 모델이 D라인으로 환골탈태하며 벌어진 이야기를 그린 영화이다.

## 캐스팅
- 이소정 : 도아라 역
- 이현진 : 강도경 역
- 이무생 : 민호 역
- 탁트인 : 윤학 역
- 이자민 : 규리 역
- 장지은 : 은아 역
- 김서경 : 포토그래퍼 역
- 박지환 : 웨이터 역
- 고은총 : 편의점 직원 역
- 소광민 : 도경 조수 역
- 김지태 : 카페남 역
- 이수인 : 카페녀 역
- 이재용 : 점쟁이 역 (특별출연)